# Исток (приток Луха)
Исток (в верхнем течении также Ламешка) — река в России, протекает в Ивановской области. Устье реки находится в 129 км по правому берегу реки Лух.
В XIX веке из болота к северо-востоку от озера Ламское (Богоявленское) вытекал ручей Исток, что отображено на карте Менде 1859 года. На современных картах русло этого ручья не обозначено, поэтому левый приток Истока — ручей Ламешка воспринимается как верхнее течение реки Исток, что подтверждается длиной реки в 18 км, указанной в Государственном водном реестре РФ. Кроме того, информация о том, что ручей Ламешка является верхним течением реки Исток, зафиксирована в Реестре зарегистрированных географических названий по Ивановской области
Длина реки составляет 18 км, площадь водосборного бассейна — 295 км².
На реке расположены деревни Подлесново, Терехово, Шоготово, Федуриха, Верзякино, Тарасиха. В нижнем течении проходит через цепочку заболоченных озёр. В окрестностях нижнего течения Истока расположены торфоразработки, от реки отходит система каналов.

## Данные водного реестра
По данным государственного водного реестра России относится к Окскому бассейновому округу, водохозяйственный участок реки — Клязьма от города Ковров и до устья, без реки Уводь, речной подбассейн реки — бассейны притоков Оки от Мокши до впадения в Волгу. Речной бассейн реки — Ока.
Код объекта в государственном водном реестре — 09010301112110000033785.